# Kulów
Kulów est une localité polonaise de la gmina de Kotla, située dans le powiat de Głogów en voïvodie de Basse-Silésie.

## Histoire
De 1793 à 1945, Höckricht fait partie de l'arrondissement de Glogau dans le district de Liegnitz au sein de la province de Silésie.